# Акбанов, Кутпанбет
Кутпанбет Акбанов, другой вариант имени — Кутбанбет (1 января 1886, село Сасыколь, Иргизский уезд, Тургайская область, Российская империя — 1 февраля 1964, ферма № 4 совхоза «Баскудук», Иргизский район, Актюбинская область, Казахская ССР) — старший чабан колхоза «Баскудук» Иргизского района Актюбинской области, Казахская ССР. Герой Социалистического Труда (1949).

## Биография
Родился в 1886 году в крестьянской семье в селе Сасыколь Иргизского уезда. С раннего возраста трудился в сельском хозяйстве. Во время коллективизации вступил в сельскохозяйственную артель, которая в последующем была преобразована в колхоз «Баскудук» (позднее — совхоз «Баскудукский») Иргизского района. Трудился чабаном, с 1939 года — старшим чабаном.
В 1948 году вырастил по 123 ягнёнка от каждой сотни овцематок от общего числа курдючных маток в 788 голов. Средний вес ягнёнка к отбивке составил 41 килограмма. Указом Президиума Верховного Совета СССР от 7 октября 1949 года удостоен звания Героя Социалистического Труда за «получение высокой продуктивности животноводства в 1948 году при выполнении колхозами обязательных поставок сельскохозяйственных продуктов и плана развития животноводства по всем видам скота» с вручением ордена Ленина и золотой медали «Серп и Молот» (№ 4784).
Продолжал показывать высокие трудовые достижения. В 1949 году получил по 123 ягнёнка от каждой сотни овцематок при увеличении численности голов до 841 овцематок.
После выхода на пенсию в 1959 году проживал на ферме № 4 совхоза «Баскудукский». Умер в феврале 1964 года. Похоронен на мусульманском кладбище села Тумабулак.
Награды
- Герой Социалистического Труда
- Орден Ленина
- Медаль «За трудовую доблесть» (02.09.1948).
- Медаль «За доблестный труд в Великой Отечественной войне 1941—1945 гг.» (06.06.1945)